# Ophiotreta eximia
Ophiotreta eximia är en ormstjärneart som först beskrevs av Jean Baptiste François René Koehler 1904.  Ophiotreta eximia ingår i släktet Ophiotreta och familjen knotterormstjärnor. Inga underarter finns listade i Catalogue of Life.